# Kanton Saint-Dizier-Sud-Est
Saint-Dizier-Sud-Est is een voormalig kanton van het Franse departement Haute-Marne. Het kanton maakte deel uit van het arrondissement Saint-Dizier. Het werd opgeheven bij decreet van 17 februari 2014, met uitwerking op 22 maart 2015.

## Gemeenten
Het kanton Saint-Dizier-Sud-Est omvatte de volgende gemeenten:
- Chamouilley
- Roches-sur-Marne
- Saint-Dizier (deels, hoofdplaats)